# NGC 5535
NGC 5535 est une vaste et lointaine galaxie elliptique située dans la constellation du Bouvier. Sa vitesse par rapport au fond diffus cosmologique est de 17 274 ± 18 km/s, ce qui correspond à une distance de Hubble de 255 ± 18 Mpc (∼832 millions d'al). NGC 5535 a été découverte par l'astronome allemand Albert Marth en 1864.
Selon la base de données Simbad, NGC 5535 est une radiogalaxie. Cette galaxie présente un jet d'ondes radio.
À ce jour, une mesure non basée sur le décalage vers le rouge (redshift) donne une distance d'environ 247,000 Mpc (∼806 millions d'al). Cette valeur est à l'intérieur des valeurs de la distance de Hubble.